# Новоіткульське
Новоіткульське (рос. Новоиткульское) — село у Чулимському районі Новосибірської області Російської Федерації.
Входить до складу муніципального утворення Іткульська сільрада. Населення становить 640 осіб (2010).

## Історія
Згідно із законом від 2 червня 2004 року органом місцевого самоврядування є Іткульська сільрада.

## Населення
| 2002 | 2007 | 2010 |
| ---- | ---- | ---- |
| 605  | ↗680 | ↘640 |